# Nadagarodes
Nadagarodes là một chi bướm đêm thuộc họ Geometridae.